# Зальмзах
Зальмзах (нім. Salmsach) — громада  в Швейцарії в кантоні Тургау, округ Арбон.

## Географія
Громада розташована на відстані близько 160 км на північний схід від Берна, 36 км на схід від Фрауенфельда.
Зальмзах має площу 2,7 км², з яких на 20,5% дозволяється будівництво (житлове та будівництво доріг), 71,6% використовуються в сільськогосподарських цілях, 7,6% зайнято лісами, 0,4% не є продуктивними (річки, льодовики або гори).

## Демографія
2019 року в громаді мешкало 1477 осіб (+12,6% порівняно з 2010 роком), іноземців було 29,2%. Густота населення становила 545 осіб/км².
За віковим діапазоном населення розподілялося таким чином: 20,2% — особи молодші 20 років, 63,6% — особи у віці 20—64 років, 16,2% — особи у віці 65 років та старші. Було 613 помешкань (у середньому 2,4 особи в помешканні).
Із загальної кількості 383 працюючих 130 було зайнятих в первинному секторі, 85 — в обробній промисловості, 168 — в галузі послуг.